# Somatogyrus rosewateri
Somatogyrus rosewateri är en snäckart som beskrevs av M. E. Gordon 1986. Somatogyrus rosewateri ingår i släktet Somatogyrus och familjen tusensnäckor. Inga underarter finns listade i Catalogue of Life.